# Do Universo
Do Universo, ou Do Mundo, é o trabalho de um autor desconhecido que é falsamente alegado ser Aristóteles. Como consequência, o autor é referido como um Pseudo-Aristóteles. A data da obra é incerta tem-se argumentado que foi composta antes de 250 a.C., ou entre 350 e 200 a.C. É encontrado nos números 391-401 na Numeração de Bekker.
Após a sua publicação original em grego, a obra foi traduzida para o latim por Apuleio, em sírio por Sergius de Reshaina e três distintas versões em árabe.

## Conteúdo
De acordo com Johan C. Thom, Do Mundo "tenta fornecer uma explicação do papel de deus na preservação e manutenção do cosmos enquanto, ao mesmo tempo, sustenta a noção de sua transcendência e independência". Esta visão é decididamente não aristotélica, dado que Aristóteles acreditava em um motor imóvel não transcendente. Embora a obra seja principalmente no estilo peripatético estabelecido por Aristóteles, elementos da filosofia platônica, estóica e neopitagórica a permeiam (o que Thom argumenta ser indicativo de sua autoria pós-aristotélica). Ao lado de suas considerações teológicas, também discute assuntos cosmológicos, geológicos e meteorológicos.

## Autoria e data
Dúvidas sobre a autoria de Do Mundo já se manifestavam na antiguidade: quando Proclus mencionou a obra em um de seus comentários acrescentou "se o livro Do Mundo é dele". Na Idade Média, acreditava-se amplamente que De Mundo era um produto genuíno de Aristóteles. A notável exceção foi o filósofo Maimônides, do século XII, que a rejeitou completamente. Dúvidas foram novamente expressas nos séculos XV e XVI, e tornou-se comum rejeitar a obra no século XVII. O acordo geral para negar a autoria de Aristóteles foi alcançado no século 19, com apenas algumas vozes discordando desde então.
As principais razões para rejeitar o trabalho são:
1. Diferenças de linguagem e estilo, incluindo o uso de palavras não registradas até o século III a.C.
2. Muitos pontos menores da doutrina filosófica que diferem de Aristóteles (como a ideia de que o ar é úmido e frio no livro 2)
3. Uma posição teológica que diverge em certos aspectos da de Aristóteles - em particular uma ênfase em um deus transcendente, que, embora fora do universo, está presente e ativo em todos os lugares nele.

Algumas vezes foram feitas tentativas de identificar o autor da obra. No século 19, quando o filósofo estoico Posidonius era considerado o pano de fundo de muitos tratados de filosofia natural, era comum considerar o livro baseado em seus escritos, e o próprio trabalho às vezes era atribuído a ele. Ainda em 1905, Wilhelm Capelle (Neue Jahrbücher, 1905), atribuiu a maioria das doutrinas a Posidonius. Outro nome ocasionalmente proposto como autor, mas agora rejeitado, foi Nicolau de Damasco. Hoje, a posição geral é simplesmente assumir que foi escrito por um filósofo eclético anônimo, e, como tal, o autor é referido agora como Pseudo-Aristóteles. O escritor "sabia muito sobre filosofia, mas valorizava a filosofia aristotélica acima de todas as outras", mas "não há motivos nem para especular" quem era o autor.
Quanto à data do tratado, as datas mais antigas possíveis ( terminus post quem ) são fixadas por:
- O relato das Ilhas Britânicas que se baseia nas descobertas de Pytheas, que provavelmente as publicou logo após a morte de Aristóteles.
- A ideia de que o Mar Hircaniano (Cáspio) está conectado ao oceano que provavelmente descende de um relatório enganoso de Patrocles (início do século III a.C.).

É comumente pensado que a obra foi escrita nos primeiros séculos a.C./CE, mas o intervalo de datas possíveis se estende desde o século III a.C. até o século II d.C.